# محمود أبو هنود
محمود أبو هَنّـود شولي (1967-2001) قائد ومجاهد قسامي فلسطيني من قرية عصيرة الشمالية شمال نابلس. ولد في 1/7/1967، ونجا من محاولتين لاغتياله، تكرهه إسرائيل لأنه خطط لعشرات العمليات العسكرية والفدائية ضدها، وأسطورة للشعب الفلسطيني.

## سيرته
درس بكالوريوس في الشريعة من كلية الدعوة وأصول الدين في جامعة القدس في أبوديس. وأنهى الدراسة في شهر 2/ 1991
الحالة الاجتماعية: أعزب
عدد سنوات المطاردة: 7 سنوات
مواصفاته الشخصية:طويل القامة، عريض المنكبين، بيضاوي الوجه، عيون خضراء، بشرة بيضاء.

## دراسته
أكمل أبو هنود دراسته الثانوية في قرية عصيرة الشمالية والتحق في العام 1995 بكلية الدعوة وأصول الدين بـ جامعة القدس (القدس) حيث حصل على شهادة البكالوريوس في الشريعة الإسلامية، والتحق وبشكل طبيعي هناك بـ الكتلة الإسلامية جامعة القدس. ويعمل شقيقه أحمد مدرس وحسن مقاول وحسين محامياً ومصطفى ممرضاً ومعمر مهندس وخالد طبيب مختبرات طبية.

## حياته النضالية
يعتبر محمود أبو هنود المسؤول عن تجنيد الاستشهاديين الخمسة الذين فجروا أنفسهم عام 1997 وتبين أن معظمهم جاء من قرية عصيرة الشمالية شمال نابلس الخاضعة للسيطرة الأمنية الإسرائيلية فيما تخضع للسيطرة الأمنية الفلسطينية. وتشير مصادر أمنية إسرائيلية إلى أن أبو هنود تمكن من فن الاختفاء والمراوغة مستغلاً عيونه الزرقاء وشعره الأشقر.
سطع نجم أبو هنود عام 1996 عندما اعتقل إلى جانب نشيطي حماس الآخرين في حملة شنتها أجهزة الأمن الفلسطينية التابعة لحركة فتح في ذلك الوقت إلا أن أبو هنود أطلق سراحه وقيل أنه فر من السجن في شهر أيار 1996.
وخلال الانتفاضة الفلسطينية شارك محمود أبو هنود في فعالياتها وأصيب في العام 1988 بجراح خطيرة جراء طلق ناري خلال مواجهة مع جنود الاحتلال وتم اعتقاله لاحقاً لعدة شهور في سجن مجدو.
وبعد إطلاق سراحه أصبح عضواً ناشطاً في حركة حماس في منطقة نابلس وفي شهر كانون الأول عام 1992 كان هو وخمسة آخرين من بلدته عصيرة الشمالية من بين 400 عضو في حركة حماس والجهاد الإسلامي أبعدوا إلى جنوب لبنان.
ولم تثنِ عملية الإبعاد أبو هنود عن مساره في الانخراط في الحركة الإسلامية بل إنه واصل نشاطه العسكري في الحركة وأضحى بعد استشهاد محي الدين الشريف المطلوب رقم واحد لأجهزة الأمن الإسرائيلية وأجهزة أمن السلطة على حد سواء.
كانت الصحف الإسرائيلية قد أسهبت سابقاً في التقارير الخاصة التي نشرت عن أبو هنود وقالت مجلة - جيروزلم بوست - قبل عامين أن على الكيان الإسرائيلية مهمة ملحة جداً وهي القبض عليه.
ويفتخر والده بأن نجله محمود عشق التدين منذ نعومة أظافره، وحسب أقرانه فإن محمود كان يحب أن يلعب دور الطفل المحارب حيث كان يصوب بندقيته البلاستيكية عليهم ويلاحقهم في حقول الزيتون الممتدة في الجبال المحيطة بالقرية وكان يحظى بمحبة جميع أهالي القرية.
ويؤكد محللون سياسيون أن اعتقال أبو هنود إن صح ذلك لن يغلق الباب عن ميلاد قادة جدد في الجناح العسكري لحركة حماس حيث أثبتت التجارب صحة ذلك.

### إبعاده
كان مع المئات من أعضاء حركة حماس ممن أبعدو لمرج الزهور في جنوب لبنان عام 1992، حيث قضى عاماً كاملاً في الإبعاد.

## جهاده وعملياته العسكرية
وعلى صعيد آخر نشرت الصحف الإسرائيلية نبذة عن حياة محمود أبو هنود الذي استهدفته عملية قوات الاحتلال ليلة السبت 23/11/2001 والذي تقول أجهزة الأمن الإسرائيلية أنه قائد الجناح العسكري لحركة حماس في الضفة، وتصنفه على أنه المطلوب الأول لها في الأراضي الفلسطينية منذ أكثر من أربع سنوات.
وقالت صحيفة هآرتس في تقرير تصدر العنوان الرئيس على صفحاتها الأولى قبل عام والتي منعتها الرقابة العسكرية الإسرائيلية كما باقي الصحف العبرية الصادرة عن نشر أي معلومات عن عدد قتلى وجرحى الجيش الإسرائيلي الذين أصيبوا خلال عملية الاشتباك في بلدة عصيرة في آب 99 :
ومنذ ذلك الحين أضحى أبو هنود – حسب هارتس- ضالعا في عمليات مختلفة وإقامة عدد من مختبرات المتفجرات التي عملت لحساب الجناح العسكري لحركة «حماس».
وارتبط اسم أبو هنود بعملية إطلاق نار وقعت بالقرب من مستوطنة الون موريه أسفرت عن إصابة مستوطنة إسرائيلية بجروح طفيفة وبحسب الصحيفة كان أبو هنود أيضا على صلة بإقامة مختبر المتفجرات الذي دمرته أجهزة الأمن الفلسطينية قبل حوالي شهر ونصف في نابلس، والذي عثر فيه على ما يقارب أربعة أطنان من المواد الكيماوية التي تستخدم في صناعة المتفجرات.
وتحت عنوان كشف الحساب الدامي ل«أبو هنود» أوردت صحيفة «معاريف» النبذة التالية عن أبو هنود والعمليات المنسوبة إليه:
«محمود أبو هنود 35 عام ولد في قرية عصيرة الشمالية وهو يعتبر المطلوب رقم واحد لإسرائيل في الضفة، وهو الذي خطط وقاد الهجومين الاستشهاديين الذين وقعا في سوق محانيه يهودا وشارع بن يهودا في القدس الغربية في صيف 1997 وهو الذي جند الاستشهاديين الذين نفذوا العمليتين.»
ومن بين العمليات التي تنسب المسؤولية عنها إلى خلية أبو هنود:
- تشرين ثاني 1995: إطلاق نار باتجاه سيارة أحد حاخامات المستوطنين المتطرفين قرب مستوطنة «كوخاف يعقوب» مما أدى لإصابة الحاخام بجروح.
- كانون الأول 1995: إطلاق نار باتجاه سيارة عسكرية قرب وادي الباذان «شرق نابلس» من دون وقوع إصابات.
- أيار 1996: إطلاق نار على حافلة مستوطنين في مستوطنة بيت ايل مما أسفر عن مقتل مستوطن وإصابة 3 آخرين بجروح.
- أيار 1996: إطلاق نار على سيارة عسكرية في جبل عيبال قرب نابلس مما أدى إلى جرح ضابط إسرائيلي بجروح طفيفة.
- أيار 1997 : إطلاق نار على سيارة إسرائيلية قرب مستوطنة «الون موريه» من دون وقوع إصابات.
- تموز 1997 : تفجير عبوة ناسفة «جانبية» ضد سيارة جيب تابعة لقوات حرس الحدود الإسرائيلية على الطريق المؤدي ل«مسجد النبي يوسف» في مدينة نابلس، أسفرت عن إصابة جنديين إسرائيليين بجروح.
- تموز1997: عملية تفجير استشهادية مزدوجة في سوق «محانيه يهودا» في القدس الغربية أسفرت عن مقتل 16 إسرائيليا وإصابة 169 آخرين بجروح مختلفة.
- أيلول 1997 : تنفيذ عملية تفجير استشهادية «مزدوجة» في شارع بن يهودا أسفرت عن مقتل 15 صهيوني وإصابة أكثر من 120 بجروح.

عملية المركز التجاري الرئيس وسط القدس الغربية أسفرت العملية عن مقتل خمسة صهاينة وجرح حوالي 169 آخرين.
- تشرين الثاني 1997: محاولة فاشلة لاختطاف جندي إسرائيل.
- 2001 : تعرض أبو هنود في 18 مايو عام 2001 لمحاولة اغتيال في سجنه بنابلس إلا أنه نجا بأعجوبة حيث أصيب بجراح طفيفة فيما استشهد 11 عنصراً من الشرطة الخاصة خلال الغارة التي نفذتها طائرة إف 16 الحربية إسرائيلية.

## تعليقات على عملية اغتياله الفاشلة
- معاريف: «الفشل لم يسبق له مثيل»
- يديعوت أحرونوت: «أضرار كبيرة لحقت بمعنويات "إسرائيل" ووحداتها المختارة.»
- يديعوت: «حماس» ستجد البديل بعد إخراج أبو هنود من دائرة «الإرهاب».

وخصصت الصحف الإسرائيلية تعليقاتها الرئيسة لتناول وتحليل ملابسات وأبعاد الغارة الفاشلة التي شنتها قوات الجيش الإسرائيلية على بلدة عصيرة الشمالية قرب مدينة نابلس في شمال الضفة الغربية، والتي انتهت بانتكاسة دامية للقوات المغيرة التي قتل ثلاثة من أفرادها وأصيب رابع بجروح خطيرة دون أن تحقق هدفها المعلن المتمثل في اعتقال المقاوم الفلسطيني محمود أبو هنود أحد مسئولي كتائب عز الدين القسام الجناح العسكري لحركة المقاومة الإسلامية «حماس» الذي تعتبره أجهزة الأمن الإسرائيلية المطلوب الأول لها في الضفة الغربية.
فتحت عنوان «فشل تنفيذي مؤلم» كتب المحرر المسؤول في صحيفة /معاريف/ تعليقا جاء فيه:
«عملية وحدة دوفدفان (الكرز بالعبرية) في قرية عصيرة الشمالية كانت حادثا تنفيذيا فاشلا للغاية يجب التحقيق فيه واستخلاص كل العبر والدروس حتى لا يتكرر.. لا أذكر عملية تنفيذية مشابهة تمت بمبادرة الجيش «الإسرائيلي» في السنوات الأخيرة وكانت نتائجها مشابهة لنتائج هذا الحادث.
بنظرة أولى وحسب المعلومات التي وصلت إلينا يبدو أن سلسلة من الأخطاء المأساوية قد تسببت بسقوط الجنود الثلاثة من أفراد الوحدة وإصابة رابع بجروح وإلى عدم إنجاز الهدف».
ويضيف المعلق: «على السلطة الفلسطينية أن تبرهن الآن على تمسكها بالسلام.. فمثلما يقبع محمد ضيف في السجن الفلسطيني في غزة.. هكذا يتوجب على الفلسطينيين أن يتصرفوا مع محمود أبو هنود.. يبقونه في السجن مبعداً عن أي نشاطات إرهابية..».
وتابع «هذا الحادث يشير إلى فشل تنفيذي لوحدة نخبة في ظروف ما كان يجب أن تحصل.. فالمبادرة كانت في أيدينا (أيدي قوات الجيش «الإسرائيلي») والعملية تقررت بناء على معلومات ومعطيات استخبارية دقيقة ثبتت صحتها في الميدان ودون تدخل مفاجئ من قوات عدوة.. ومع كل ذلك وقعت ثغرات وأخطاء دراماتيكية تضع علامات استفهام صعبة ومقلقة للغاية.. الجيش الإسرائيلي ملزم بأن يستخلص فورا كل العبر من هذا الحادث المؤلم: ثلاثة مقاتلين من وحدة مختارة سقطوا في ظروف غامضة وجرح رابع، وفوق ذلك هدف العملية لم يتحقق».
تل أبيب: ثغرات خطيرة في عمل القوة الإسرائيلية التي هاجمت المقاوم محمود أبو هنود
وعلى صعيد آخر ذكرت تقارير صحافية عبرية في تل أبيب أن التحريات الأولية التي جرت في الجيش الإسرائيلي حول ظروف العملية الفاشلة التي قامت بها وحدات عسكرية إسرائيلية في بلدة «عصيرة الشمالية» عززت الشكوك والاحتمالات التي تحدث عنها رئيس أركان الجيش الجنرال «شاؤول موفاز» بشأن حصول ثغرات وخلل خطيرين في أداء وحدة المستعربين السرية «دوفدفان» التي قتل ثلاثة من جنودها وأصيب رابع بجروح بالغة خلال العملية التي أخفقت في تحقيق هدفها المعلن باعتقال محمود أبو هنود المسؤول البارز في الجناح العسكري لحركة المقاومة الإسلامية «حماس» التي تمكن بعد تبادل لإطلاق النار مع قوة الاحتلال من الإفلات والانسحاب إلى منطقة السلطة الوطنية الفلسطينية في نابلس.
وقالت صحيفة «هآرتس» أن التحريات الأولية التي يجريها مسؤولون في قيادة المنطقة العسكرية الوسطى حول ملابسات الأحداث في عصيرة تعزز التقدير القائل أن عددا من العسكريين الإسرائيليين الذين قتلوا وجرحوا خلال العملية أصيبوا برصاص زملائهم من أفراد وحدة النخبة العسكرية «دوفدفان» المتخصصة في مثل هذه العمليات الخاصة بالأراضي الفلسطينية المحتلة.
وكان رئيس الأركان الإسرائيلي الجنرال موفاز الذي عين لجنة تحقيق عسكرية خاصة برئاسة الجنرال شاي أبيطال لتقصي ملابسات العملية الفاشلة في عصيرة الشمالية صرح أمس أنه لا يستبعد إمكانية أن يكون الجنود الثلاثة الذين قتلوا أثناء العملية والجندي الجريح قد أصيبوا برصاص جنود صهاينة آخرين شاركوا في العملية. وأضاف «لقد وقع خطأ فادح وسنعرف بالتأكيد ما حصل خلال بضعة أيام عندما نقدم لجنة التحقيق تقريرها..».
وبحسب إحصائية رسمية نشرتها صحيفة «هآرتس» فقد وقع خلال السنوات العشر الأخيرة (18) حادثا مختلفا قتل فيها 14 جنديا إسرائيلي برصاص إسرائيلي وأصيب (15) آخرين بجروح بين خطيرة ومتوسطة وذلك خلال نشاطات ميدانية مختلفة كانت تقوم بها وحدات تابعة للجيش الإسرائيلي.
وقالت الصحيفة أن هذه تقتصر فقط على معطيات من شهر كانون ثاني (يناير) عام 1990 فصاعدا توفرات في ذاكرة المتحدث بلسان الجيش الإسرائيلي. وأشارت إلى أن أكثر من 100 جندي إٍسرائيلي كانوا قد قتلوا خلال الأربعين عاما الأولى منذ قيام الجيش الإسرائيلي بنيران إسرائيلية، ولاسيما خلال حربي العام 1956 (العدوان الثلاثي على مصر) وحرب لبنان (1982) سواء أثناء غارات جوية إسرائيلية أو عمليات قصف مدفعي ومعارك وعمليات فاشلة..
وقالت أن هذه الحصيلة لا تشمل حوادث التدريبات مثل حادث معسكر «تسأليم» العام 1991 الذي قتل فيه خمسة جنود من وحدة النخبة العسكرية الإسرائيلية كانوا يتدربون على عملية خاصة تمت حسب مصادر غربية في نطاق تحضيرات لعملية استهدفت اغتيال الرئيس العراقي صدام حسين لكنها لم تخرج في نهاية المطاف إلى حيز الوجود.
وكان مسؤولون ومحللون عسكريون صهاينة وصفوا العملية الفاشلة الأخيرة لوحدة المستعربين السرية في بلدة عصيرة الشمالية بأنها «الانتكاسة الأكثر دموية للجيش «الإسرائيلي» ضمن العمليات التي خاضها ضد نشطاء ومطاردي المقاومة الإسلامية الفلسطينية».
وأكدت مصادر إسرائيلية أن العملية العسكرية التي قامت بها وحدة المستعربين السرية المسماة «دوفدفان» (المستعربون) في قرية عصيرة الشمالية لم تكن الأولى التي منيت فيها الوحدة بفشل ذريع.
وذكرت صحيفة /معاريف/ الصادرة اليوم أن الفشل المأساوي الذي منيت به وحدة دوفدفان خلال العملية العسكرية الأخيرة في قرية عصيرة الشمالية لم يكن الأول من نوعه خلال الأعوام الأربعة عشر التي مارست خلالها الوحدة نشاطاتها العسكرية. ففي مطلع التسعينيات نفذت الوحدة عملية عسكرية في قرية برطعة الشرقية في محاولة لاعتقال أحد المطلوبين وخلال العملية أطلق أفراد الوحدة النار خطأ على أحد زملائهم فأردوه قتيلا بعد الاشتباه بأنه أحد المطلوبين.
وفي تشرين أول (أكتوبر) عام 1994 أقامت الوحدة حاجزا عسكريا ارتجاليا ً، وعند مرور سيارة إسرائيلية بالحاجز حاول أفراد الوحدة إيقافها ولكن سائقها لم يستجب للأوامر وولى هاربا فأطلق أفراد الوحدة النار عليه وكانت النتيجة مقتل سائق السيارة المدعو ارييه حوري.
قتلت الوحدة مختار قرية سردا بالقرب من رام الله مدعية أنه أطلق النار باتجاهها.
من ناحيتها أكدت صحيفة /هآرتس/ أن الأسبوعين الأخيرين كانا من الأسابيع السوداء في تاريخ وحدة المستعربين السرية «دوفدفان» ففي السادس عشر من آب (أغسطس) ا99 قتل أفرادها وجيهاً فلسطينياً هو مختار قرية سردا بحجة أنه أطلق النار باتجاههم، وعشية يوم السبت الماضي فشلت الوحدة في اعتقال المطلوب الأول في حركة «حماس» محمود أبو هنود الذي انسحب بعد إصابته بجراح طفيفة، ولكنه تمكن من قتل ثلاثة من أفراد الوحدة.
وفي ما يتعلق بحادث سردا وصف رئيس أركان الجيش الإسرائيلي العملية بأنها كانت ناجحة على الرغم من أن نتائجها كانت سيئة للغاية لأن قتل رجل مسن حتى مع الافتراض بأنه أطلق النار باتجاه الجنود يدل على الفشل، لأن مختار سردا لم يكن أحد عناصر التنظيمات الفلسطينية المسلحة، وهكذا فإن الفشل في حادث سردا يضاف إلى سلسلة الفشل الذي منيت بها وحدة المستعربين.
وتتابع /هآرتس/ قولها إن خلافا دار حول تشكيل وحدة المستعربين «دوفدفان» وتعتقد بعض الجهات أن «تشكيلها كان خطأ واضحاً، فعندما شكلت الوحدة قبل وقت قصير من اندلاع الانتفاضة الفلسطينية في المناطق المحتلة نظر إليها الفلسطينيون ووسائل الإعلام الأجنبية على أنها «وحدة تصفيات». وقد نفى الجيش الإسرائيلي صحة هذه المقولة مع أن عددا من أفراد الوحدة القدامى أكدوا أن المسؤولين عن الوحدة لم يضعوا أوامر صارمة لإطلاق أفراد الوحدة النار».
وعلى الرغم من تشديد التعليمات بشأن إطلاق النار في الوقت الحاضر فإن تصرفات أفراد الوحدة ما زالت تتعرض لكثير من النقد والمعارضة القضائية. وبعد عدد من الحوادث قدم عدد من ضباط الوحدة وجنودها للقضاء بسبب إطلاقهم النار وقتلهم أشخاصا بصورة لا تتفق مع أوامر إطلاق النار.
وحدة الدفدوفان: عملية محاولة اغتيال «أبو هنود» أكثر عملية آلمتنا.

### «سلسلة عثرات»
وتحت هذا العنوان نشرت صحيفة /يديعوت أحرونوت/ تعليقا على صفحتها الأولى بقلم المحرر والمحلل العسكري «الإسرائيلي» المعروف رون بن يشاي جاء فيه:
«العملية التي استهدفت اعتقال محمود أبو هنود جرت في ظروف مثالية تقريبا.. فأفراد وحدة دوفدفان المتخصصة في عمليات من هذا النوع كانوا يمتلكون وقتا كافيا لإجراء تخطيط وتحضيرات وافية وكانت المنطقة معروفة لهم جيداً كما أن العملية جرت بمرافقة وإسناد لصيقين من رجال ووسائل استخبارات متطورة ووضعت تحت تصرفهم طائرات مروحية وطائرات للمساعدة.. وفي ظروف كهذه لم تكن ثمة أي فرصة تقريبا أمام المقاوم محمود أبو هنود للإفلات والهرب وكان من المفروض للقوة أن تعود إلى قاعدتها بسلام مثلما حصل في عشرات العمليات السابقة التي قامت بها وحده دوفدفان لكن ثلاثة إخفاقات تنفيذية يصعب شرحها وحادث ميداني واحد على الأقل تولت الواحدة بعد الأخرى في سلسلة حولت العملية إلى «كارثة قومية» تقريباً».
وأضاف «الفشل التنفيذي الأساسي تمثل في اكتشاف القوات التي انتشرت حول المنزل الذي تواجد فيه المسلحون علما أن احتراف وتخصص أفراد وحدة دوفدفان ووحدات مشابهة يتمثل في الوصول إلى مسافة أمتار معدودة من الهدف والتمركز حوله بصورة تحول دون تملص وإفلات المطلوب أو المطلوبين.
في هذه المرة لم ينجح أفراد الوحدة في ذلك فقد تصرفت إحدى مجموعات الوحدة كما يبدو بطريقة نبهت أبو هنود وشريكه وجعلتهم يبادرون في إطلاق النار.. هذا الإطلاق هو الذي تسبب في الورطة.
الإخفاق الثاني حصل عندما نجح أبو هنود في استغلال ارتباط جنود وحدة دوفدفان بعد اشتباك قتل فيه ثلاثة من زملائهم ليهرب من المنزل المحاصر ولعل أكثر ما يغضب هو أن أبو هنود شوهد على الأقل في جانب من طريق هربه لكن التنسيق بين القوات «الإسرائيلية» لم يسر كما يجب أو من كان عليه أن يقوم بالمطاردة لم يفعل ذلك بالسرعة الكافية.
الفشل أو الإخفاق الثالث حصل عندما تمكن أبو هنود من الإفلات مرة ثانية من بين مجموعة المباني والمنازل التي كانت هي الأخرى محاصرة بقواتنا.. بحادثين تنفيذيين: الأول مؤكد حينما أصيب وجرح جندي من أفراد الوحدة برصاص زملائه أثناء مطاردة أفراد الوحدة لأبوهنود.. لكن الحادث الأخطر حصل كما يبدو في المرحلة الأولى من المعركة.. وفي هذا الصدد يجب توخي الحذر قبل الوصول إلى نتيجة نهائية.. فقط بعد نتائج التحقيق ونتائج الفحص الطبي (تشريح جثث الجنود القتلى) سيكون بالإمكان الحسم في نتيجة ما إذا كان الجنود الثلاثة قتلوا برصاص زملائهم..».
وينتهي بن يشاي تعليقه قائلاً «لا شك أن الخسارة جسيمة.. وفضلاً عن أن أبو هنود تحول من بطل محلي إلى أسطورة فقد لحق ضرر جسيم بالمعنويات والثقة بالنفس لدى عامة «الإسرائيليين»».

## اغتياله
فجر 24 نوفمبر 2001 الموافق 7/9/1422 هـ مروحية هجومية إسرائيلية أطلقت خمسة صواريخ على الأقل على سيارة فلسطينية في أطراف بلدة ياصيد على الطريق المؤدي إلى وادي الفارعة قرب مدينة نابلس في الضفة الغربية مما أدى إلى مقتل ثلاثة فلسطينيين من بينهم محمود أبو هنود والشهيدين الآخرين هما أيمن حشايكة وهو من مساعدي أبو هنود وشقيقه مأمون حشايكة. وقد انتشل رجال الإسعاف جثتين متفحمتين من وسط حطام السيارة التي دمرتها الصواريخ الإسرائيلية، وعثروا على جثة ثالثة بالقرب من السيارة.

### عقب اغتياله
أعلنت الحكومة الإسرائيلية مسؤوليتها عن اغتياله وقد صرح الناطق باسم شارون: إن اغتيال أبو هنود يعد أكبر انتصار لإسرائيل في حربها ضد ما أسماه الإرهاب.
حماس أعلنت الحداد ثلاثة أيام، ونادت في مكبرات الصوت عبر سيارات جابت شوارع مدينة رفح جنوب قطاع غزة باعتصام عام في جميع أنحاء الضفة الغربية وقطاع غزة اليوم السبت احتجاجا على جريمة الاغتيال. وتوعدت برد موجع على جريمة الاغتيال وتلقي باللوم على السلطة الفلسطينية لفشلها في ملاحقة عملاء إسرائيل داخل الأراضي الفلسطينية.
نحو 50 ألف فلسطيني في تشييع جثمان الشهيد أبو هنود وشهداء حماس من جنين لنابلس ووضعت أشلاء الضحايا في صناديق ولفّت بأعلام حركة حماس الخضراء، في حين تقدم الموكب مجموعة من المسلحين وسط هتافات بالانتقام. ومسيرات غضب فلسطينية احتجاجا على اغتيال .
الرنتيسي: اغتيال أبو هنود ليس مجرد حادث، والتجربة أثبتت أن الجناح العسكري لحماس يرد دائما على جرائم إسرائيل، وسيكون هناك رد مؤلم

## «حماس» ستجد البديل..
وتحت هذا العنوان كتب روني شكيد في صحيفة /يديعوت أحرونوت/ يقول:
«اعتقال محمود أبو هنود يشكل في الواقع ضربة قاسية لحركة «حماس»، لكن ذلك لا يشكل ضربة مميتة أو قاضية بالنسبة لجناح الحركة العسكري. فالتجربة أثبتت أن «الإرهاب» لا يمكن القضاء عليه بضربة قاضية واحدة.. أبو هنود الذي أطلق عليه الجيش «الإسرائيلي» لقب «المهندس الجديد» قاد بنجاح معظم العمليات الكبيرة التي نفذت في السنوات الأخيرة ضد «إسرائيل».. وإخراجه من دائرة «الإرهاب» سيضعف القاعدة العسكرية لحركة «حماس» ويعطي استراحة لفترة معينة من الهدوء الأمني.. لكن يجب أن نتذكر أن حركة «حماس» لا تزال تمتلك طاقة عالية وحافزا قويا لتنفيذ هجمات ضد «إسرائيل».
قادة الحركة سيقومون الآن بمحاولات لتنشئة ورعاية جيل جديد من القادة العسكريين، وسينجحون في ذلك فهذه مسألة وقت فقط.. ويمكن «لإسرائيل» أن تأمل وتنتظر فقط من السلطة الفلسطينية إجراء تحقيق جاد مع أبو هنود ونقل أقصى ما يمكن من معلومات إلى أجهزة الأمن «الإسرائيلية» حول نشاطات الجناح العسكري لحركة «حماس» في الضفة الغربية».